# Gracita Morales
Gracita Morales, właśc. María Gracia Morales Carvajal (ur. 11 listopada 1928 w Madrycie, zm. 3 kwietnia 1995 tamże) – hiszpańska drugoplanowa aktorka.

## Filmografia
- Canción Triste De.. 1988
- No, Hija, No 1987
- El Donante 1985
- La De Troya En El Palmar 1984
- Play-Boy En Paro 1984
- El Pico 2 1984
- Adulterio Nacional 1982
- Donde Hay Patrón 1978
- Nunca En Horas De Clase 1978
- Mi Adúltero Esposo 1975
- Vuelve, Querida Nati 1975
- Dormir Y Ligar, Todo Es Empezar 1974
- Guapo Heredero Busca Esposa 1972
- La Graduada 1971
- Si Fulano Fuese Mengano 1971
- A Mí Las Mujeres Ni Fu Ni Fa 1970
- En Un Lugar De La Manga 1970
- La Casa De Los Martínez 1970
- Préstame Quince Días 1970
- Cómo Casarse En Siete Días 1969
- Déle Color Al Difunto 1969
- El Taxi De Los Conflictos 1969
- Juicio De Faldas 1969
- Las Panteras Se Comen A Los Ricos 1969
- Matrimonios Separados 1969
- Pepa Doncel 1969
- Cómo está el servicio! 1968
- Long Play 1968
- Mi Marido Y Sus Complejos 1968
- Objetivo Bi-Ki-Ni 1968
- Crónica De Nueve Meses 1967
- Cuarenta Grados A La Sombra 1967
- Las Que Tienen Que Servir 1967
- Novios 68 1967
- Pero ¿En Qué País Vivimos? 1967
- Sor Citroen 1967
- Una Señora Estupenda 1967
- Aquí Mando Yo 1966
- Buenos Días, Condesita 1966
- Despedida De Casada 1966
- Operación Secretaria 1966
- Algunas Lecciones De Amor 1965
- Historias De La Televisión 1965
- Hoy Como Ayer 1965
- La ciudad no es para mí 1965
- La Visita Que No Tocó El Timbre 1965
- Más Bonita Que Ninguna 1965
- Operación Cabaretera 1965
- Un Vampiro Para Dos 1965
- La Chica Del Gato 1964
- Casi Un Caballero 1964
- Los Palomos 1964
- Vacaciones Para Ivette 1964
- Atraco a las tres 1963
- Cuatro Bodas Y Pico 1963
- Millonario Por Un Día 1963
- Canción De Juventud 1962
- Chica Para Todo 1962
- El Grano De Mostaza 1962
- El Sol En El Espejo 1962
- Escuela De Seductoras 1962
- Fin De Semana 1962
- La Casta Susana 1962
- La Chica Del Gato 1962
- Los Guerrilleros 1962
- Vamos A Contar Mentiras 1962
- Vuelve San Valentín 1962
- Abuelita Charleston 1961
- Esa Pícara Pelirroja 1961
- Los Pedigüeños 1961
- Los Que No Fuimos A La Guerra 1961
- Siempre Es Domingo 1961
- Tú Y Yo Somos Tres 1961
- 091, Policía Al Habla 1960
- Maribel Y La Extraña Familia 1960
- Mi calle 1960
- Navidades En Junio 1960